# 親園村
親園村（ちかそのむら）は栃木県の北東部、那須郡に属していた村である。

## 地理
- 河川：箒川、蛇尾川

## 歴史
- 1873年（明治6年）中居村と八木沢村が合併して親園村が成立[1]。
- 1889年（明治22年）4月1日 町村制施行により、親園村、実取村、滝沢村、滝岡村、花園村、宇田川村、荻野目村が合併し那須郡親園村が成立する。
- 1954年（昭和29年）12月1日 大田原町、金田村と合併し大田原市を新設する[1]。

## 行政

### 村長
| 代 | 氏名       | 就任                  | 退任                   | 備考         |
| -- | ---------- | --------------------- | ---------------------- | ------------ |
| 1  | 森与平     | 1889年（明治22年）4月 | 1893年（明治26年）5月  |              |
| 2  | 荒井規矩   | 1893年（明治26年）5月 | 1897年（明治30年）5月  |              |
| 3  | 伴栄三郎   | 1897年（明治30年）5月 | 1901年（明治34年）5月  |              |
| 4  | 藤田利平   | 1901年（明治34年）5月 | 1902年（明治35年）8月  |              |
| 5  | 高橋安誉   | 1902年（明治35年）8月 | 1906年（明治39年）8月  |              |
| 6  | 関谷倉次郎 | 1906年（明治39年）8月 | 1909年(明治42年)12月   |              |
| 7  | 高瀬弥八郎 | 1910年（明治43年）1月 | 1920年（大正9年）1月   |              |
| 8  | 荒井規矩   | 1921年（大正10年）1月 | 1925年（大正14年）1月  | 再任         |
| 9  | 小沼延治   | 1925年（大正14年）2月 | 1926年（大正15年）3月  |              |
| 10 | 越井金市   | 1926年（大正15年）3月 | 1934年（昭和9年）3月   |              |
| 11 | 国井淳一   | 1934年（昭和9年）3月  | 1938年（昭和13年）3月  |              |
| 12 | 赤羽篤太郎 | 1938年（昭和13年）4月 | 1940年（昭和15年）4月  |              |
| 13 | 渋江正     | 1940年（昭和15年）4月 | 1946年（昭和21年）5月  |              |
| 14 | 荒井正雪   | 1946年（昭和21年）5月 | 1954年（昭和29年）11月 | 町村合併まで |

### 村役場
村役場は合併後、大田原市役所親園支所となり、1961年（昭和36年）4月1日に出張所となった。その後、1968年（昭和43年）年4月1日に廃止され、跡地はJAなすの大田原南支店となっている。